# Kommandierender General der Deutschen Luftwaffe in Dänemark
Der Kommandierende General der Deutschen Luftwaffe in Dänemark war eine höhere Dienststellung der deutschen Luftwaffe im Zweiten Weltkrieg.

## Geschichte
Die Aufstellung des Stabes der Dienststelle mit Sitz in Skanderborg erfolgte am 19. September 1944 aus der Dienststelle des Generals der Luftwaffe Dänemark und dem aufgelösten IV. Fliegerkorps.
Dem Kommandierenden General der Deutschen Luftwaffe in Dänemark oblag die taktische und operative Führung der Luftwaffenverbände im deutschbesetzten Dänemark. Der Kommandierende General erhielt seine Befehle direkt vom Oberkommando der Luftwaffe. Am 8. Mai 1945, nach der bedingungslosen Kapitulation der Wehrmacht, wurde die Dienststelle aufgelöst.

## Personen

### Kommandierender General
| Dienstgrad      | Name                 | Datum                                  |
| --------------- | -------------------- | -------------------------------------- |
| Generalleutnant | Walter Schwabedissen | 16. September 1944 bis 1. Oktober 1944 |
| Generalleutnant | Rudolf Meister       | 1. Oktober 1944 bis 22. Dezember 1944  |
| Generalleutnant | Alexander Holle      | 23. Dezember 1944 bis 8. Mai 1945      |

### Chef des Stabes
| Dienstgrad     | Name                  | Datum                               |
| -------------- | --------------------- | ----------------------------------- |
| Oberstleutnant | Werner-Ernst Hoffmann | 16. September 1944 bis 1. März 1945 |
| Oberst         | Rupprecht Heyn        | 1. März 1945 bis 8. Mai 1945        |

## Unterstellte Verbände
| 1. Februar 1944 | |
| --------------- | --- |
| 1. Februar 1944 | Jagdfliegerführer Dänemark mit IV./Nachtjagdgeschwader 2 und I./Nachtjagdgeschwader 3; Flugabwehrkommando Dänemark mit Flak-Regiment 123 |